# 臺金公司
臺灣金屬鑛業股份有限公司（簡稱臺金公司），是一家曾經存在的中華民國經濟部所屬國營事業，以煉製金、銅及其加工產品聞名，經營金瓜石礦山前後約40年。

## 簡介
金瓜石的採礦設備於第二次世界大戰期間遭受破壞。戰後中華民國接管臺灣，在國民政府的整頓之下，金瓜石礦區的營運逐漸穩定。
1945年8月15日，日本宣布無條件投降，其在臺灣的公私產業皆由國民政府接收。為辦理各項接收工作，臺灣省行政長官公署與臺灣警備總司令部合組臺灣省接收委員會，於1945年11月開始運作，主要負責接收日本在臺灣的產業。
由於金瓜石礦區在日本時代後期全由日本資本（臺灣鑛業株式會社）所有，國民政府（經濟部）因而接收了該礦區的所有權，並在1946年移交資源委員會接辦，成立「臺灣金銅鑛籌備處」，擬定修復、恢復運作等工作。首先恢復開採金礦及採收沉澱銅，亦陸續修復重要坑道及選礦場外，並新建金銀沉澱物及沉澱銅泥冶煉設備。1948年，臺灣金銅礦籌備處改為「臺灣金銅鑛務局」。由於金瓜石礦區隸屬於臺灣金銅鑛物局，因而所出產的金礦在經過煉製之後，即由臺灣銀行以官定價格全數收購；雖然此作法使國內黃金價格平穩，但也埋下了日後礦區停產的伏筆。隨著國共內戰爆發、生產黃金成本過高的情況之下，金瓜石礦區重啟銅礦的生產作業，並培育出「以銅養金」的經營模式，並在1951年開始恢復銅礦的開採。
1955年，臺灣金銅鑛物局改組為「臺灣金屬鑛業股份有限公司」（簡稱臺金公司），並引進國外技術及設備，在銅礦生產逐年增加的情況下，金瓜石礦區曾維持不錯的營運業績。不過，1973年之後，金瓜石礦區的金銅產量漸趨枯竭，為了提昇產量，臺金公司從1978年開始嘗試大規模露天開採的方式，並將營運重心轉至以礦物冶煉、加工為主；臺金公司為了提升礦產加工能力，於1981年向銀行貸款，在水湳洞附近興建禮樂煉銅廠。但由於國際銅價不斷下跌，臺金公司於1985年進行部門縮編，並將禮樂煉銅廠移交台灣電力公司接管。在無力償還銀行貸款的情況下，臺金公司終於在1987年宣告歇業，而金瓜石礦區的土地則由台灣糖業公司接收，結束了金瓜石的產金歲月。

## 業務發展
不同於瑞芳礦山的情況，金瓜石礦區是基隆三大礦區中條件相對最佳的，又在1950年代出現奇特的「以銅養金」現象。於是利用西元1950年6月韓戰爆發引起銅價上揚的機會，大量開採銅礦以彌補金產的虧損，渡過黃金價格低迷的難關。此外，金瓜石礦區在煉製設備改進、探礦的工作上持續進行，加上1955年改制經營後積極擴大生產設備，種種因素使得臺金公司不管在金、銀、銅的產量方面，都有相當的突破。1963-73年間，金瓜石礦區透過國內外科學團體的協助，努力探勘新礦，甚至還在濂洞灣海底進行金屬礦的探勘，但收穫不大。
1979年，國際之間的黃金價格突然急速漲升，臺灣又興起一股採金熱，金瓜石礦區在這樣的情形之下，曾經以機器設備在本山露頭部分及樹梅坪一帶進行露天開採；同時，禮樂煉銅廠（屬於臺金公司）也開始運作，利用金瓜石礦區礦產煉銅，並於該年煉出金17067臺兩、銀34900臺兩等金銀副產品。而1979年開始的「採金熱」斷斷續續維持到1988年金價的下跌而冷卻。1990年6月，禮樂煉銅廠關閉，正式代表基隆河流域及整個臺灣採礦產業的結束。

### 業務經營
成立初期，臺金公司的業務仍以採選金礦和銅礦為主。但因黃金產量逐漸減少，且國際金價低迷，隨後出現「以銅養金」的策略，大量開採銅礦以彌補採金事業之虧損。考慮到將銅礦精砂交給日本業者代煉的成本過高，於是自行設立煉銅工廠，於1972、73年先後完成銅精砂粗煉及精煉設備，並於1975年起逐步擴充電解槽，生產利潤較高的電解銅。
1971年以後，因礦源逐漸枯竭，其公司業務的重點便逐漸由開採選礦作業轉移至冶煉、加工作業方面。例如於1974年10月完成銅加工軋片廠，以自行生產電銅，加工製造各種黃紫銅板帶成品（銅板帶為軍火、電子、汽車、燈泡、鈕扣、雨傘、樂器、餐具等工業方面的重要材料）；1975年12月完成金鋁線工場，以自產之純金為原料，製造半導體電子工業使用之金質引線（或稱連結線），並利用同一設備以進口高純度鋁矽為原料製成鋁質引線。
為配合政府發展基本原料工業政策，以供應國內銅市場的需要，又在1977年7月開始興建每年可產出電解銅5萬公噸暨硫酸17萬5千公噸的禮樂煉銅廠，並於1980年12月完成。1981年禮樂煉銅廠開始運轉後，利用金瓜石礦山的礦產煉銅，並煉出金、銀等副產品。銅及金之加工業務，為臺金公司進行金銅一貫作業的最後一環。經過探勘、採選、煉製各種過程所產生的純銅及純金，除供給國內工業原料及繳給中央信託局標售外，一部分由該公司自行加工製成各式產品，並賣給國內外客戶。以加工銷售金質引線為例，臺金公司1986年12月份銷售金質引線工業用黃金6,663.80公克；76年1、2月份銷售4,189.56公克；1987年3、4月份銷售6,141.76公克。其國內外之銷售對象方面，國內客戶有華興電子工業股份有限公司、光寶科技股份有限公司及中山科學院等，國外客戶主要為RCA公司（臺灣美國無線電股份有限公司）。

### 歇業合併
1986年2月13日晚間，公司總部發生一場原因不明的大火，對於勉強維持營運的臺金公司而言，無疑是雪上加霜。火災區域幾乎遍及所有總辦公廳的房舍，公司歷年來典藏的文書檔案，以及會計帳冊、憑證資料與人事資料等均遭燒毀。同年2月28日，公司召開會議，研商遭受火災損失的會計憑證資料之重整補救辦法，並討論未來營運及債權、債務之清理等相關問題。
由於國際金、銅價格不斷下跌，臺金公司亦慢慢轉盈為虧。雖然於1985年進行部門縮編，標售各類礦廠、加工廠，並將禮樂煉銅廠移交臺灣電力公司接管，但在無力償還銀行貸款的情況下，臺金公司終於在1987年因無法長期負擔虧損宣告歇業，並於1991年3月與台糖公司合併。代表臺灣採金史的國營公司─臺金公司自此成為歷史名詞，金瓜石近百年的金銅歲月終於在此告一段落。

## 人事組織
臺金公司自1955年金銅鑛務局改制後，公司組織於總經理室下設五廠四處，包含秘書處、會計處、總務處、人事處，以及礦廠、選廠、煉廠、保修廠與煉金廠。

### 員工人數
依據臺金公司的統計，員工人數有逐年下降趨勢，1971年時有員工3,000餘人，至1980年已不到1,500
人。又依1986年以後的薪資發放資料表可知，臺金公司於停工前（1987年初）已大幅縮編人力，停工後（1987年7月以後）員工更僅剩數十人，而在與臺糖公司合併前夕（1990-91年），員工數已精簡為十餘人。

### 員工僻地加給
臺金公司的員工薪資包含了入坑津貼、保安津貼及僻地津貼。因為地處濱海山區，交通困難，且物價較高，故自1963年1月份起發給員工僻地津貼。且根據「經濟部所屬事業機構僻地等級劃分標準表」，該公司所在金瓜石地區列為4級僻地。因此只要是在金瓜石、水湳洞地區工作的員工，都依照辦理，給予領取僻地津貼。

## 其他
金瓜石相對於九份在金礦蘊藏量較多，含金量平均分布於礦脈中，除產有金礦外，還產有銅礦。1951-61年間受總體經濟變動、政府黃金政策改變及富礦體（含金量非常高的礦體）逐漸枯竭的影響，金瓜石與九份的黃金生產量節節下降。1971年臺陽礦業公司結束九份的採金事業，而金瓜石因富含硫砷銅礦，臺金公司轉向銅礦開採，使金瓜石礦業生產比九份多延續了16年。
金瓜石礦區在日治時期完全為日本資本家控制，戰後則由國營企業臺金公司接續經營。金瓜石整個礦業史，係由龐大資本不斷投入與建設，並運用現代化工業設備從事金鑛業生產，相較於九份為穩定發展的狀態。如此現代工業生產方式，在金瓜石運作長達將近一百年之久。
金瓜石黃金博物館即是由昔日臺灣金屬鑛業股份有限公司之辦公室整建而成。

## 外部連結
- 原書影像 - 近現代人物資訊整合系統 - 中央研究院 近代史研究所
- 檔案典藏實務探討－以臺灣金屬礦業股份有限公司為例 (一) - 台灣國際資訊整合聯盟協會-圖資焦點 （页面存档备份，存于）
- 檔案典藏實務探討－以臺灣金屬礦業股份有限公司為例 (二) - 台灣國際資訊整合聯盟協會-圖資焦點 （页面存档备份，存于）
- 臺北縣臺灣金屬礦業公司產業工會陳情，懇請保護國營臺灣金屬礦業公司金瓜石礦區礦源免予分割，以維該工會會員及全體員工眷屬萬餘人生計之安全案，送請省政府考慮。 - 典藏臺灣 - 中央研究院 數位文化中心 （页面存档备份，存于）